# Toxeuma subtruncatum
Toxeuma subtruncatum is een vliesvleugelig insect uit de familie Pteromalidae. De wetenschappelijke naam is voor het eerst geldig gepubliceerd in 1959 door Graham.